# 踏火

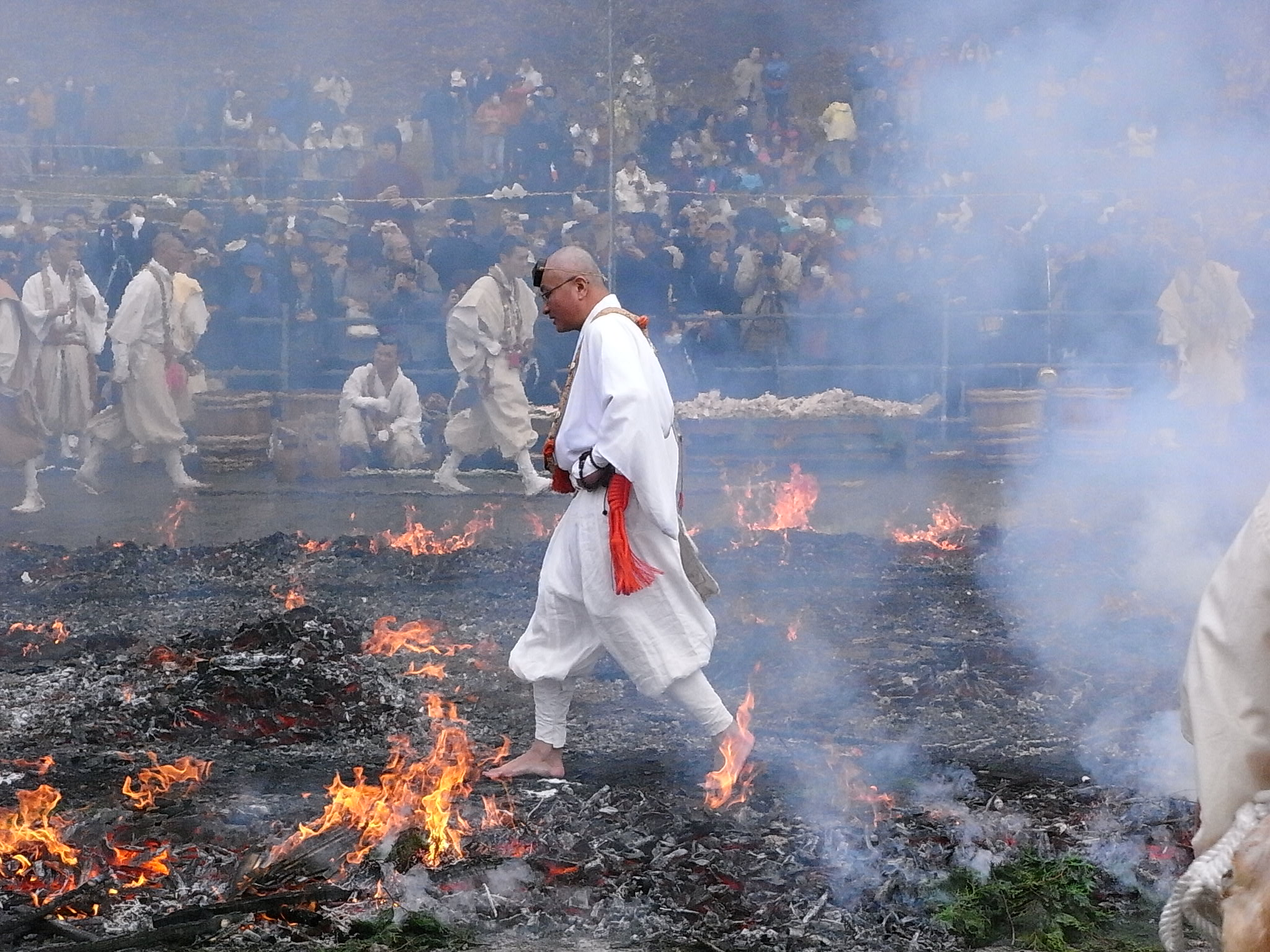
日本踏火儀式

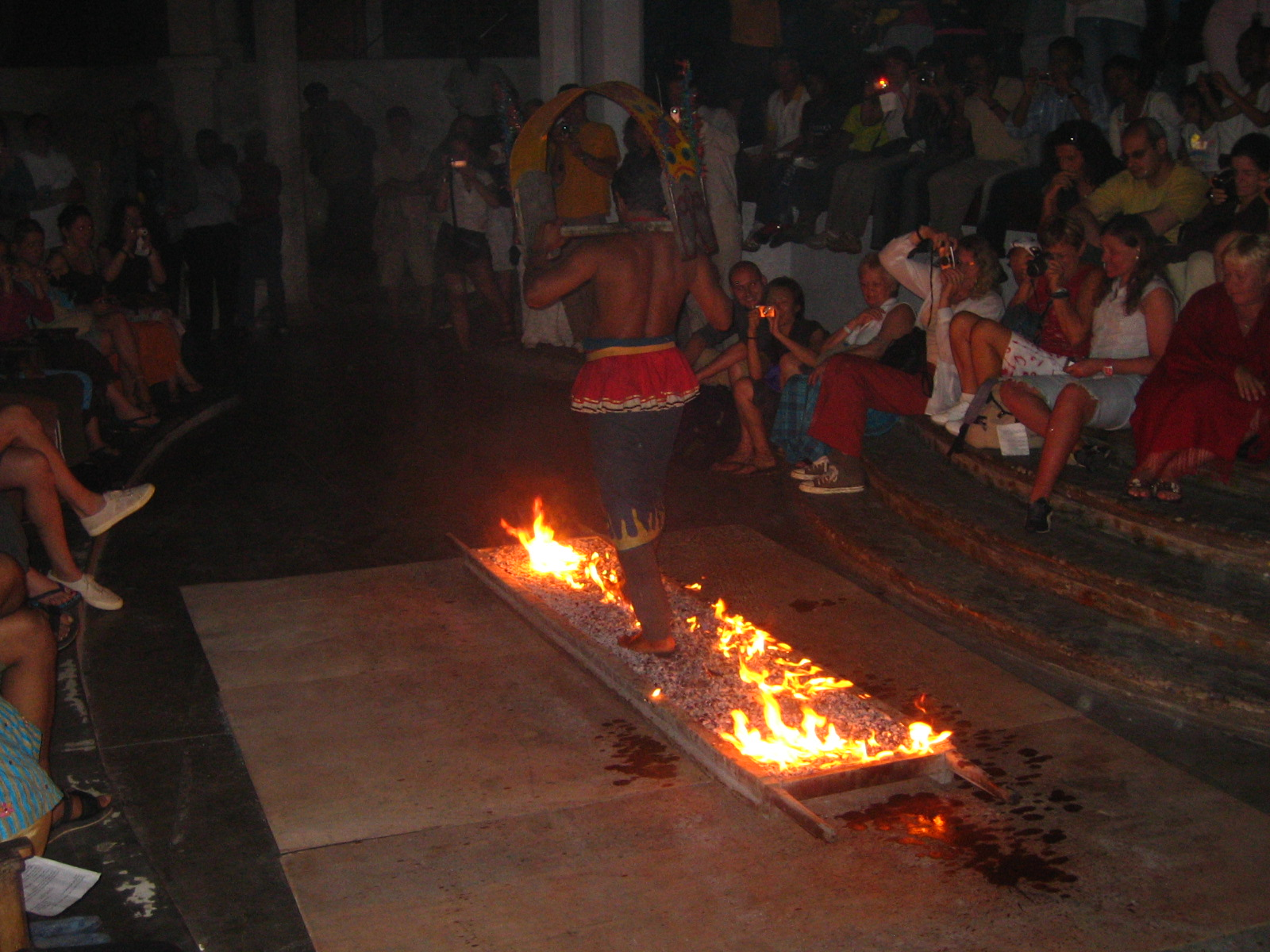
斯里蘭卡踏火儀式

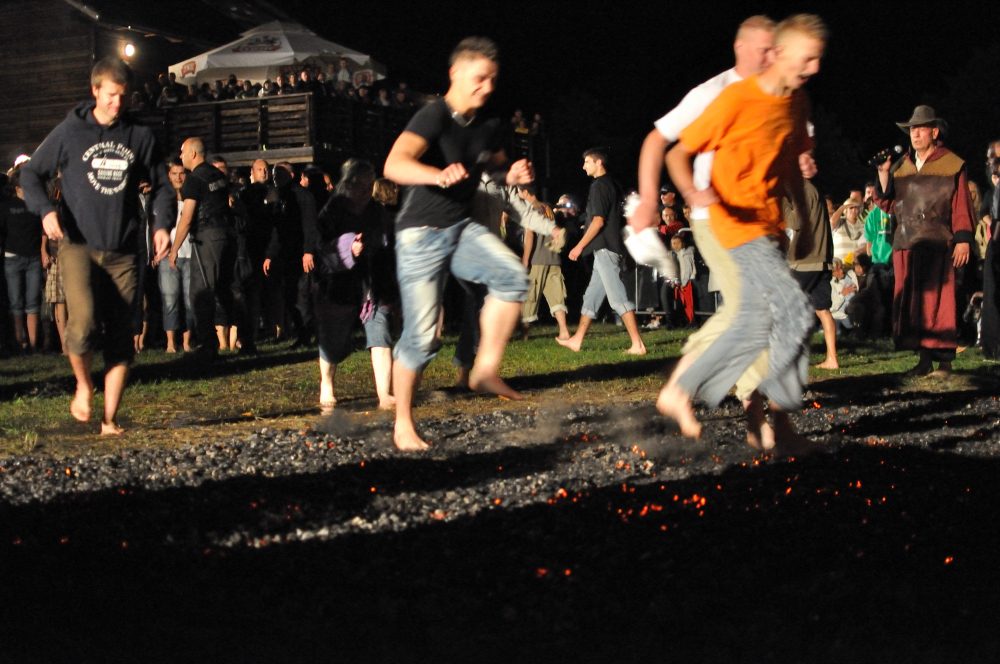
波蘭踏火儀式

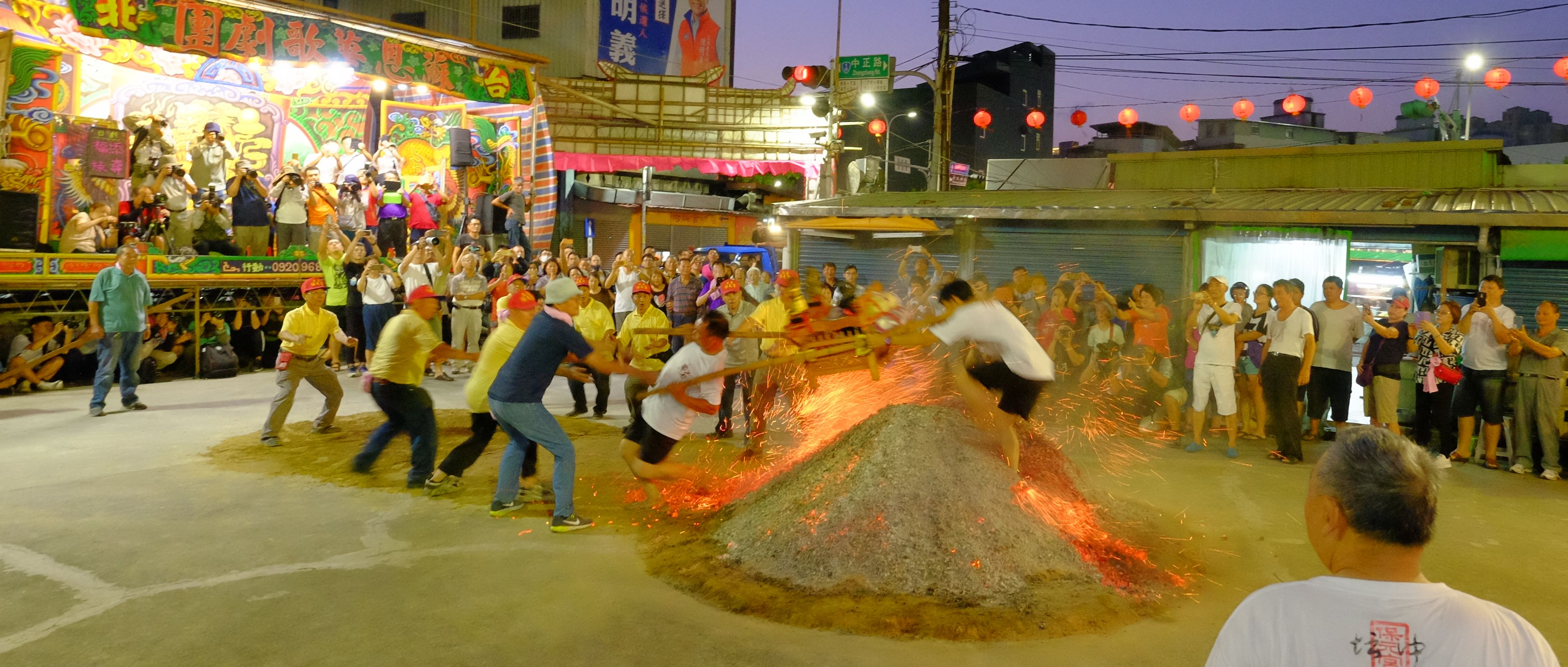
台灣過火儀式

踏火，或稱行火路、走火路、行炭路、走炭路、走炭火、走炭火路、踩炭、過火，是一種藉著越過經火燃烧過的物體或火源之上以達成其目的的儀式。該儀式之常見形式為以赤腳踏過一片攤平的灰燼或石頭。
過火的習俗出現於世界各地及各文化之中；其中，已知的最早紀錄出現於鐵器時代的印度（約公元前1200年）。該儀式經常被當作一種通過儀禮，並被用以考驗個體的毅力、勇氣或對於信仰的信心，並具潔淨身心等效果。
現代物理學已對此一現象作出解釋，其結論顯示大多儀式中人們腳部與炭火接觸的時間並不足以造成灼傷，且灰燼也不具良好導熱能力。

## 外部連結
- 臺灣民俗文化研究室-台灣民俗、台灣戲曲、台灣俗語-二結王公過火 （页面存档备份，存于）
- 過火 - 全國宗教資訊網 - 內政部
- 過火-財團法人臺灣省屏東縣東港東隆宮 （页面存档备份，存于）
- 過火 - 火燒王船
- 天眼通第一集-奇緣機遇之旅:道教過火儀式 （页面存档备份，存于）
- 過火/ 東京的觀光官方網站GO TOKYO （页面存档备份，存于）
- 新車過火儀式-服務項目 | 臺中市元保宮

### 閱讀
- 臺灣的節慶與化學：廟宇的過火儀式／陸冠輝– 臺灣化學教育